# Аибга (село)
Аи́бга (абх. А́ибӷа, груз. აიბღა) — село в верховьях реки Псоу, разделённое на две части государственной границей между Россией и Абхазией: Адлерским районом города Сочи Краснодарского края (Нижнешиловский сельский округ) и Гагрским районом Республики Абхазии / Гагрским муниципалитетом Абхазской Автономной Республики соответственно. Расположено на высоте 840 м над уровнем моря — это самый высоко расположенный населённый пункт на территории города Сочи. Сообщение с остальными районами Сочи осуществляется по грунтовой дороге, идущей вниз по течению Псоу до села Ермоловка. А также воздушным транспортом из Аэропорта «Сочи». Вертодром.

## История
До подчинения российским властям на этом месте существовал аул Айбога, принадлежавший абхазским князьям Амаршан (Маршания), вассалами которых в этом районе были дворяне Оздан и Шхаца. Аул был одним из центров исторической области Абхазии Псху-Аибга. Российское поселение основано в 1869 году выходцами из Могилёвской губернии. Существовала православная церковь.

## Население
| 2002 | 2010 |
| ---- | ---- |
| 225  | ↘155 |

## Территориальный спор
Село всегда было предметом территориального спора между РСФСР и ГССР. Разделённым между двумя республиками оно оказалось в 1928 году. Дополнительно в 1988 году 3-й, 4-й и 5-й участки села, находившиеся на левом берегу Псоу, были переданы совхозом «Советская Россия» в аренду грузинскому животноводческому комплексу. Вновь, уже на высшем уровне, территориальный спор разгорелся в 2011 году, в период демаркации госграницы между Россией и Абхазией.

В Абхазии считают, что Москва намерена забрать себе значительную часть абхазской территории в северо-западной части Гагрского района. «Это действительно очень большой кусок земли по меркам Абхазии. Это фактически 20 процентов территории Гагрского района».

## Достопримечательности
- Древние медеплавильные печи (2 тыс. до н. э.)
- Дуб «Король», в обхвате 18 м.
- Природный аквапарк — Мамонтово ущелье